# Knut IV
Pour les articles homonymes, voir Knut.
Knut IV de Danemark  « den Hellige » (en français, Canut IV le Saint), né vers 1040 et mort à Odense le 10 juillet 1086, fut roi de Danemark de 1080 à 1086.

## Biographie
Knut est le fils de Sven II. Sous le règne de son frère Harald Hen, il envisage d'attaquer l'Angleterre et noue une alliance avec Robert le Frison comte de Flandre, lui aussi brouillé avec les rois anglais. Il succède, en 1080, à son frère Harald III de Danemark, fait régner l'ordre dans ses États, repousse les Prussiens, extermine les pirates, pousse jusqu'en Courlande mais il favorise l'Église qu'il comble de dons, celle de Lund en particulier et impose la dîme à ses sujets réticents.
Dans un contexte de guerre avec les royaumes germaniques, il fait rehausser et renforcer avec de la pierre le Danevirke qui délimite la frontière sud de son royaume et contrôle le flux commercial sur l'Hærvejen (en).  Il met en place un découpage administratif des territoires nommé hærad dont on retrouve la première mention en 1085. 
En 1085, en accord avec le roi Olaf Kyrre de Norvège et son beau-père Robert le Frison, il prépare un débarquement sur les côtes d'Angleterre. 
Pour ce faire il tente de lever une flotte par l'intermédiaire du leidang. Cela provoque une importante révolte populaire en 1086, dans le nord du Jutland. Knut est tué avec son frère Benedikt et dix-sept hommes de sa Hird le 10 juillet dans l'église Saint-Alban d'Odense (da), où il s'était réfugié. Sa veuve retourne en Flandre avec son fils Charles auprès de son père qui libère le demi-frère ennemi de Knut, Olaf, qu'il retenait en prison.
Knut est inhumé à Odense et l'on parla bientôt de miracles. Ses restes furent mis dans une châsse le Vendredi saint 1101 pour la vénération des fidèles. Il est considéré comme mort en martyr et reconnu saint patron du Danemark dès 1101.
Pour l'Église catholique romaine et selon le Martyrologe romain, il est fêté le 10 juillet,, date anniversaire de sa mort.

## Union et postérité
De son union en 1080 avec Adèle de Flandre, fille du comte Robert Ier de Flandre dit le Frison, il eut :
- Charles Ier de Flandre dit le Bon, né en 1084, assassiné en 1127 ;
- Cécilia, épouse d'Erik Jarl de Falster, grands-parents des princes Knud et Karl Karlsen ;
- Ingegerd, épouse du Suédois Folke le Gros, ancêtre de la lignée des Folkungar.

## Sources
L'un des plus anciens documents officiels du Danemark est une charte de Knut IV en faveur de la Cathédrale de Lund. Le texte laisse indiquer qu'une forme de chancellerie royale, composée de clercs, existe au Danemark sous le règne de Knut IV. L'authenticité de cette charte est toutefois débattue.

## Source primaire
- Simon Lebouteiller (Traduit du norrois et présenté), La saga des rois de Danemark (Knýtlinga saga), Toulouse, Anacharsis, 2021, 253 p. (ISBN 979-1027904129), p. 92-145 chapitres 28-63.

## Sources
- Lucien Musset, Les Peuples Scandinaves au Moyen Âge, PUF, Paris, 1951.
- (da) Dansk biografisk Lexikon / IX. Bind. Jyde - Køtschau Knut den heilige p. 260-263.
- (de) Europäische Stammtafeln Vittorio Klostermann, Gmbh Frankfurt am Main, 2004  (ISBN 3-465-03292-6),  Die Nachkommen von Könige Gorm dem Alten von Dänemark . Volume II . Tafel 98.